# Indre (ruisseau)
Pour les articles homonymes, voir Indre.

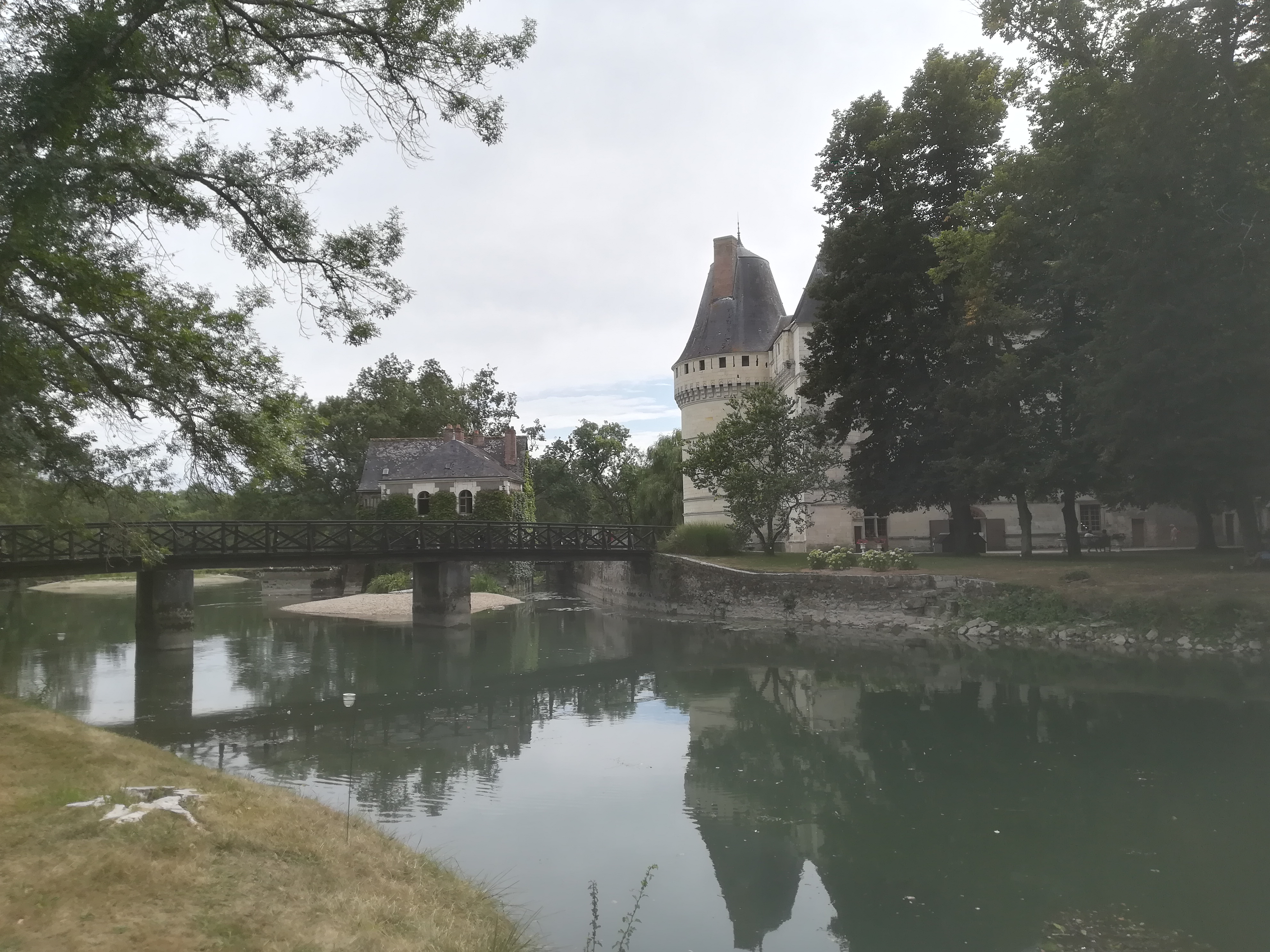

L'Indre est un ruisseau de France dans le département des Ardennes, dans la Nouvelle région Grand-Est, affluent gauche de l'Aisne, donc sous-affluent de la Seine par l'Oise.

## Géographie
Il s'appelle aussi ruisseau d'aidin en partie haute sur la commune de Semide. Il prend source au sud du village de Semide, près du lieu-dit la Moette, à 125 m d'altitude.
Il a une longueur de 13 km et coule globalement de l'ouest vers l'est. Il traverse aussi le chemin de fer touristique du sud des Ardennes.
Il conflue dans l'Aisne, en rive gauche, à l'ouest de Falaise, à 98 m d'altitude.

### Communes et cantons traversés
Dans le seul département des Ardennes, l'Indre traverse les sept communes suivantes, de l'amont vers l'aval, de Semide, Contreuve, Sugny, Sainte-Marie, Savigny-sur-Aisne, Vouziers, Falaise (confluence).
Soit en termes de cantons, l'Indre prend source et conflue dans le canton d'Attigny, mais traverse ou longe le canton de Vouziers, le tout dans l'arrondissement de Vouziers.

### Bassin versant
L'Indre traverse une seule zone hydrographique L'Aisne du confluent du ruisseau de Jally (exclu) au confluent de la Fournelle (H121) de 2 561 km2 de superficie.

### Organisme gestionnaire
L'organisme gestionnaire est l'EPTB Entente Oise-Aisne, reconnue EPTB depuis le 15 avril 2010, sis à Compiègne, et le ruisseau de l'Indre fait parte de L'Ainse moyenne.

## Affluents
L'Indre a six tronçons affluents référencés :
- le ruisseau de Cheppe (rg), 4,3 km sur les deux communes de Contreuve (confluence) et Bourcq (source).
- le ruisseau de Longue Gueule (rg), 2,7 km sur les trois communes de Sugny (confluence), Contreuve et Bourcq (source).
- Cours d'eau 01 du Champ Bernard (rg), 0,4 km sur la seule commune de Sugny.
- le ruisseau de la Cannette (rg), 3,7 km sur les trois communes de Bourcq (source), Sainte-Marie (confluence) et Vouziers.
- le ruisseau du Gouffre (rd), 3,4 km sur les trois communes de Mont-Saint-Martin (source), Sugny, Sainte-Marie (confluence).
- le canal 02 de la commune de Falaise (rg), 1 km sur les deux communes de Falaise et Vouziers.

Donc son rang de Strahler est de deux.